# Cnephasia nesiotica
Cnephasia nesiotica is een vlinder uit de familie bladrollers (Tortricidae). De wetenschappelijke naam is voor het eerst geldig gepubliceerd in 1983 door Razowski.
De soort komt voor in Europa.